# وينديل هايز
وينديل هايز (بالإنجليزية: Wendell Hayes)‏ هو لاعب كرة قدم أمريكية أمريكي، ولد في 5 أغسطس 1940 في دالاس في الولايات المتحدة.

## وصلات خارجية
- وينديل هايز على موقع مرجع كرة القدم المحترفة.كوم (الإنجليزية)